# 佐伯湾
佐伯湾（さいきわん）は、大分県佐伯市にある湾。

## 概要
大分県南部の豊後水道に面するリアス式海岸にあり、東に向かって開いた湾で、北側を四浦半島、南側を鶴見半島に囲まれる。2005年3月3日に合併により佐伯市となる前は、北の四浦半島側が上浦町、南の鶴見半島側が鶴見町であった。
北緯33度線と東経132度線が湾内で交差する。
北側の湾奥にはひょうたん形の大入島が浮かび、その南側に一級河川番匠川が注ぐ。番匠川左岸から佐伯湾奥の西側沿岸にかけては佐伯市の市街地が形成されており、海岸には佐伯港が位置する。
北部及び南部の沿岸、大入島の一部が日豊海岸国定公園に指定されており、その周囲も豊後水道県立自然公園に指定されている。また、北部には夫婦岩で有名な豊後二見ヶ浦、快水浴場百選に選定された瀬会海水浴場（ぜあいかいすいよくじょう）がある。
番匠川の河口部に存在する干潟は、シギやチドリの生息地として重要性が高い。また、豊後水道の他の沿岸部と同様に江戸時代や明治時代まではクジラやイルカが回遊していたと思われ、佐伯湾の沿岸にも鯨墓や鯨塚が存在し、近年もイルカが毎年確認されている。
第二次世界大戦までは日本海軍の基地が置かれ、開戦時の真珠湾攻撃を行う空母機動部隊が択捉島単冠湾に最終集結する前、その艦船の多くが佐伯湾に一旦集結して山本五十六連合艦隊司令長官の視察を受けた後、各艦船は機動部隊としての行動を悟られぬようバラバラに時間をずらして同湾を離れ、個別に単冠湾へ向かった。

## 湾内の島
- 大入島 - 佐伯港の北北東約700m。面積約566ha（5.66km2）、周囲約17km。
- 八島 - 無人島。大崎鼻の北北西約500m。
- 大島 - 鶴御崎の北約600m。面積約186ha（1.86km2）、周囲約11.9km。
- 彦島 - 無人島。狩生の東約150m。

## 関連画像

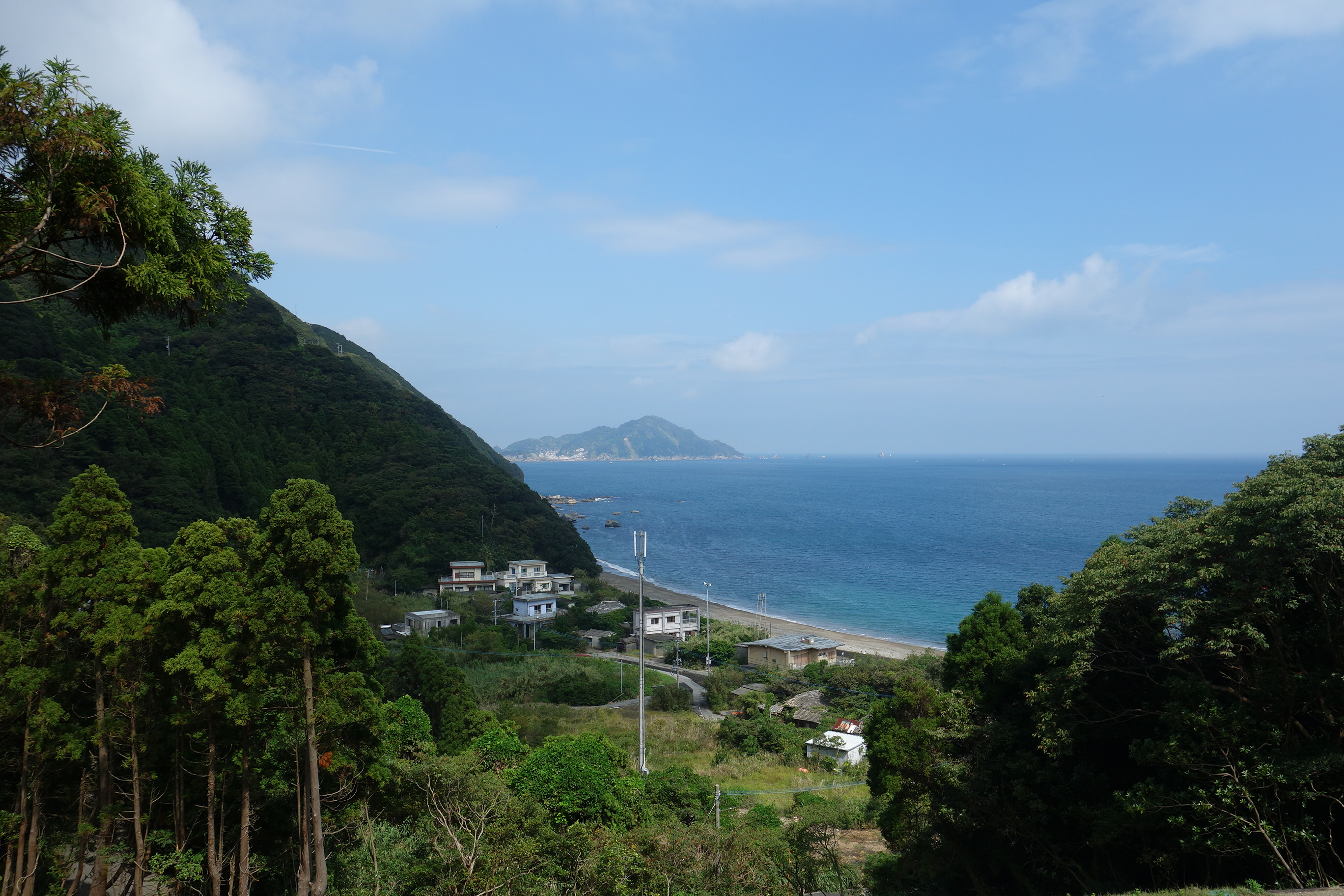
最勝海浦の風景
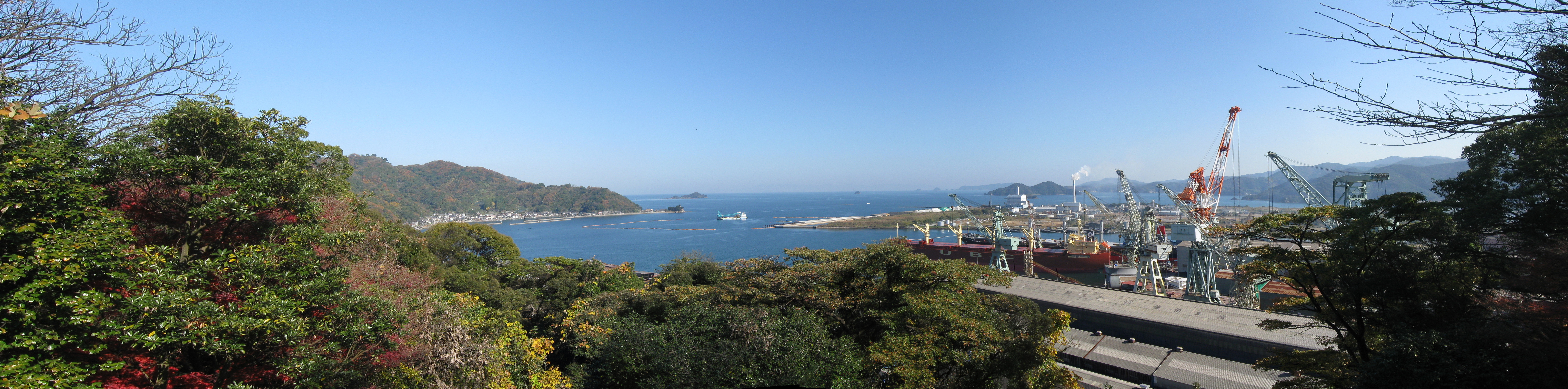
佐伯港
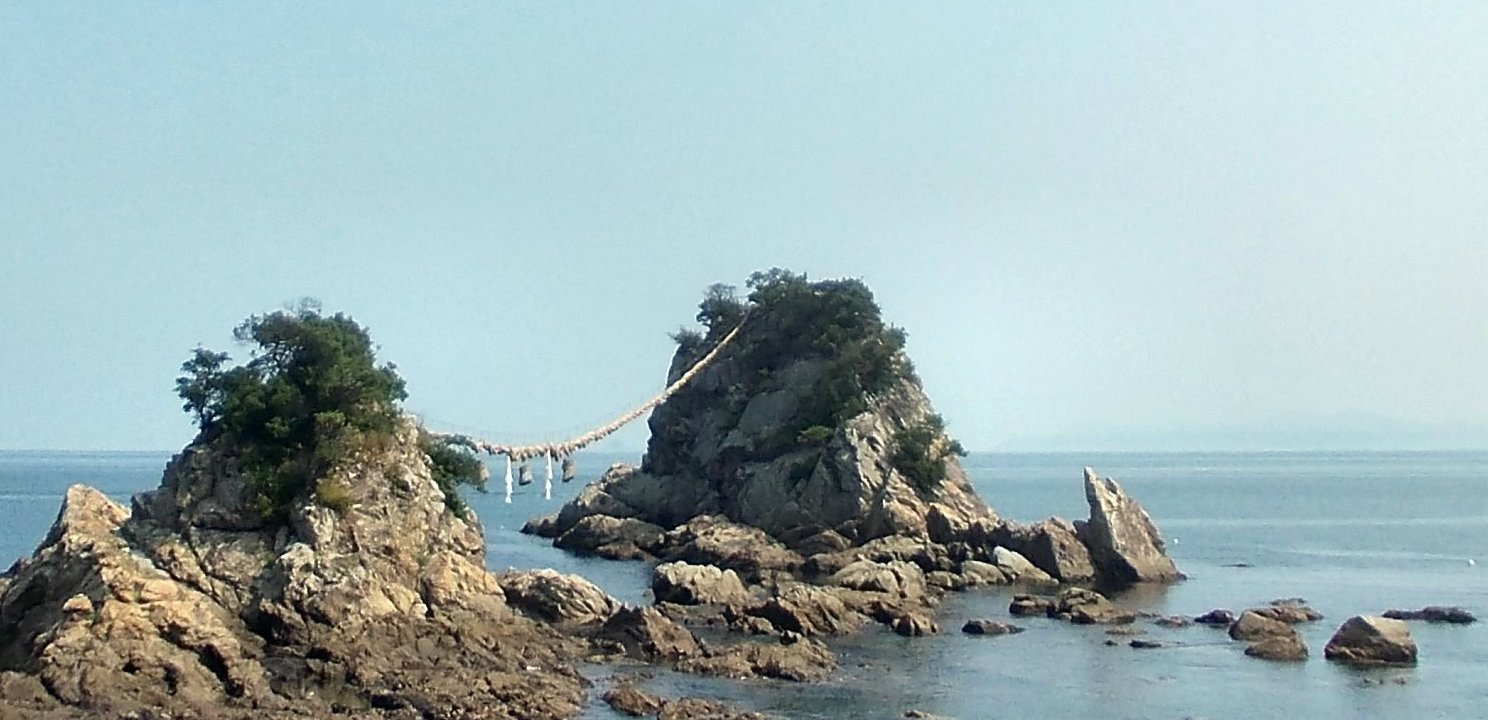
豊後二見ヶ浦
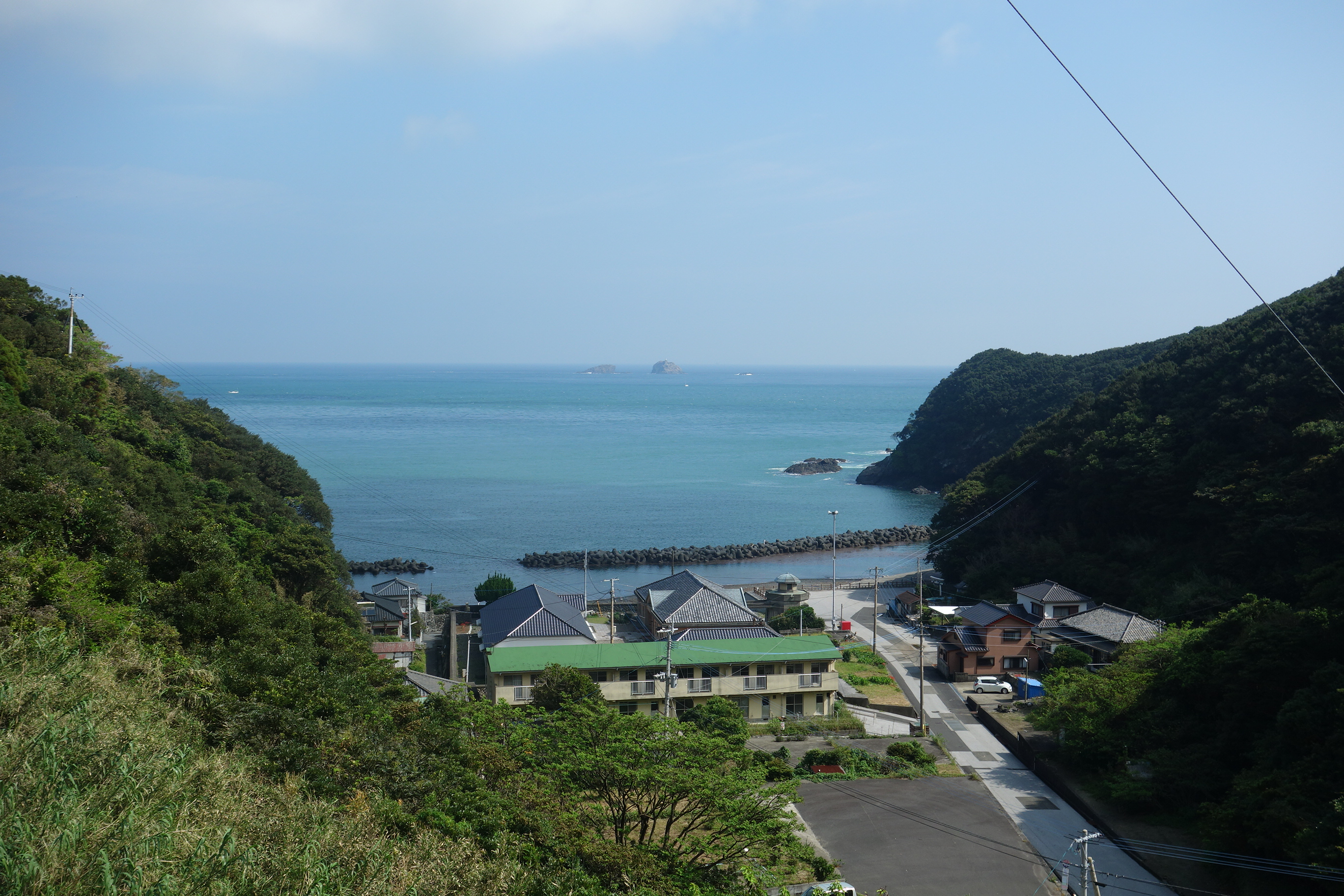
下梶寄
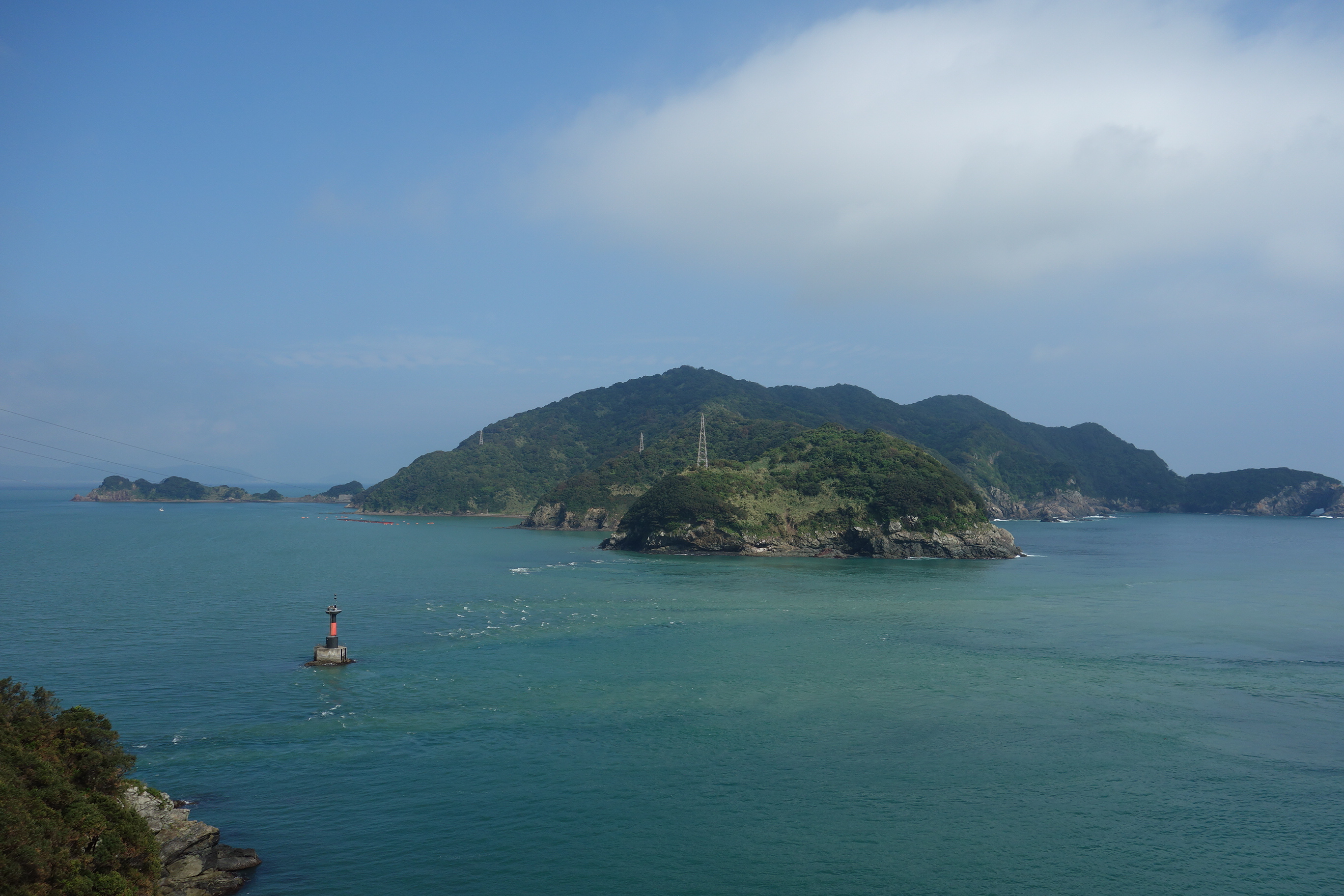
元ノ間海峡